# أولاد سيدي الشيخ (مهاية)
أولاد سيدي الشيخ هي إحدى مشيخات المملكة المغربية، تتبع جغرافيا لعمالة مكناس وإداريًا لمهاية. يقدر عدد سكانها بـ 5988 نسمة حسب الإحصاء الرسمي للسكان والسكنى لسنة 2004.